# Iphirhina sepulchralis

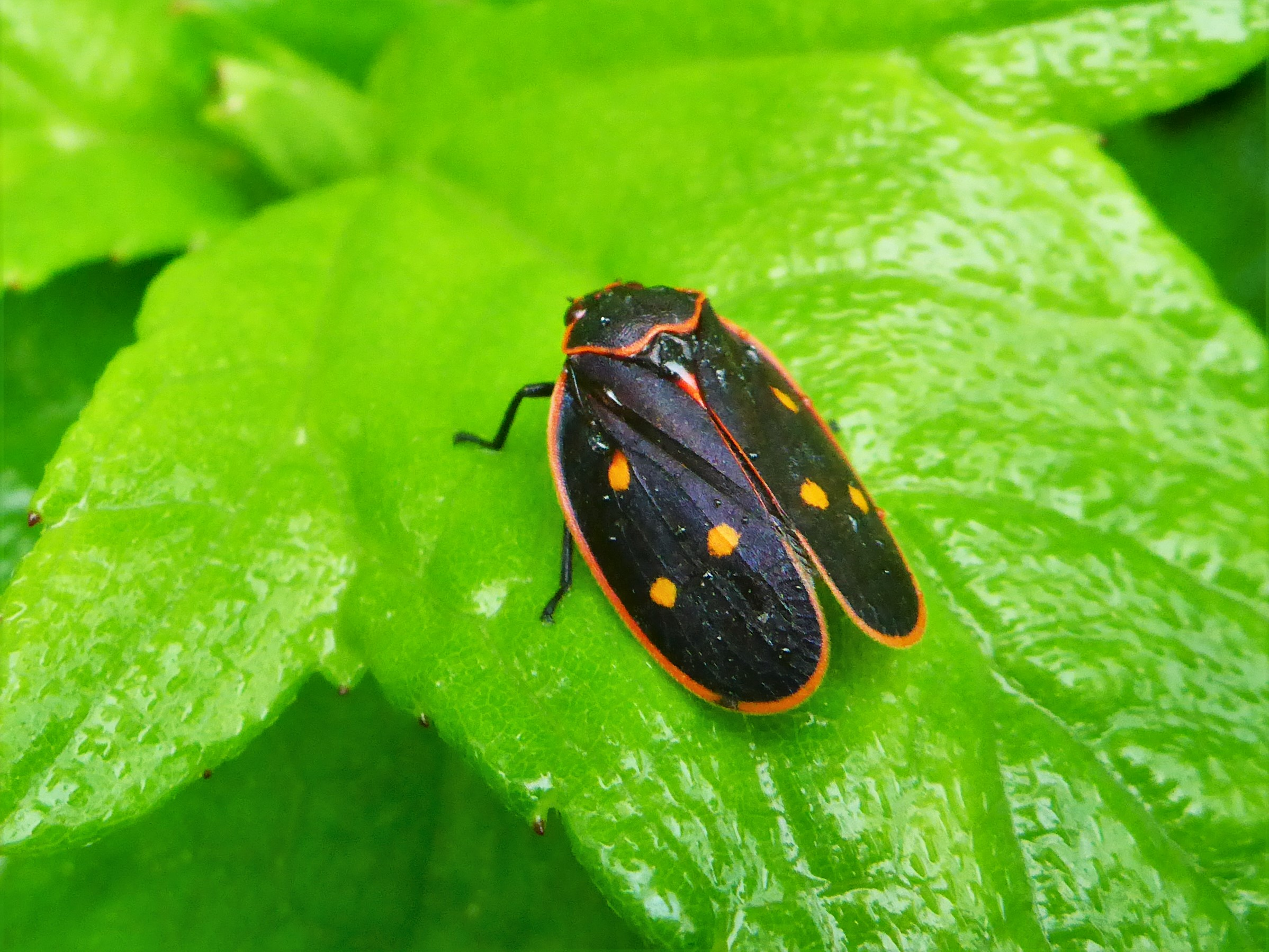
Iphirhina sepulchralis fotografiada en Limón Costa Rica por José Miguel Díaz Miranda

Iphirhina sepulchralis is een halfvleugelig insect uit de familie schuimcicaden (Cercopidae). De wetenschappelijke naam van deze soort is voor het eerst geldig gepubliceerd in 1864 door Stål.